# Edingen-Neckarhausen
Edingen-Neckarhausen este o comună din landul Baden-Württemberg, Germania.